# Дуне
Дуне је насеље у Италији у округу Агриђенто, региону Сицилија.
Према процени из 2011. у насељу је живело 200 становника. Насеље се налази на надморској висини од 9 м.